# Campionato europeo maschile di pallacanestro 2022
Il Campionato europeo maschile di pallacanestro 2022, noto anche come EuroBasket 2022, è stata la 41ª edizione della manifestazione continentale, nonché la prima dopo la decisione di far svolgere la manifestazione ogni quattro anni con un sistema di qualificazione simile ai Campionati mondiali. Il torneo è stato organizzato congiuntamente da quattro Paesi: le gare della fase a gruppi si sono giocate in Germania, Repubblica Ceca, Georgia e Italia, mentre la fase ad eliminazione diretta si è disputata a Berlino, in Germania.
Originariamente previsto dal 2 al 19 settembre 2021, il 9 aprile 2020 è stato ufficialmente rinviato di 12 mesi dalla FIBA a causa del rinvio dei Giochi della XXXII Olimpiade dal 2020 al 2021.

## Organizzazione
Sette nazioni hanno presentato la propria candidatura per organizzare la manifestazione: Repubblica Ceca, Estonia, Georgia, Germania, Ungheria, Italia e Slovenia.
Il 15 luglio 2019 è stata ufficializzata l'assegnazione della fase finale alla Mercedes-Benz Arena di Berlino in Germania, mentre la prima fase si giocherà tra Praga (Repubblica Ceca), Tbilisi (Georgia), Colonia (Germania) e Milano (Italia).

## Squadre partecipanti
| Squadra              | Qualificata in quanto | Data di qualificazione | Par. | Ult. | Miglior risultato            |
| -------------------- | --------------------- | ---------------------- | ---- | ---- | ---------------------------- |
| Rep. Ceca            | Paese organizzatore   | 15 luglio 2019         | 6ª   | 2017 | 7º posto (2015)              |
| Georgia              | Paese organizzatore   | 15 luglio 2019         | 5ª   | 2017 | 11º posto (2011)             |
| Germania             | Paese organizzatore   | 15 luglio 2019         | 25ª  | 2017 | Campione (1993)              |
| Italia               | Paese organizzatore   | 15 luglio 2019         | 38ª  | 2017 | Campione (1983, 1999)        |
| Croazia              | Gruppo D              | 29 novembre 2020       | 14ª  | 2017 | Terzo posto (1993, 1995)     |
| Grecia               | Gruppo H              | 29 novembre 2020       | 28ª  | 2017 | Campione (1987, 2005)        |
| Bosnia ed Erzegovina | Gruppo H              | 29 novembre 2020       | 10ª  | 2015 | 8º posto (1993)              |
| Israele              | Gruppo A              | 30 novembre 2020       | 30ª  | 2017 | Secondo posto (1979)         |
| Spagna               | Gruppo A              | 30 novembre 2020       | 32ª  | 2017 | Campione (2009, 2011, 2015)  |
| Slovenia             | Gruppo F              | 30 novembre 2020       | 14ª  | 2017 | Campione (2017)              |
| Ucraina              | Gruppo F              | 30 novembre 2020       | 9ª   | 2017 | 6º posto (2013)              |
| Montenegro           | Gruppo B              | 19 febbraio 2021       | 4ª   | 2017 | 13º posto (2017)             |
| Serbia               | Gruppo E              | 19 febbraio 2021       | 13ª  | 2017 | Secondo posto (2009, 2017)   |
| Finlandia            | Gruppo E              | 19 febbraio 2021       | 17ª  | 2017 | 6º posto (1967)              |
| Polonia              | Gruppo A              | 19 febbraio 2021       | 29ª  | 2017 | Secondo posto (1963)         |
| Ungheria             | Gruppo F              | 19 febbraio 2021       | 16ª  | 2017 | Campione (1955)              |
| Belgio               | Gruppo C              | 20 febbraio 2021       | 18ª  | 2017 | 4º posto (1947)              |
| Paesi Bassi          | Gruppo D              | 20 febbraio 2021       | 16ª  | 2015 | 4º posto (1983)              |
| Turchia              | Gruppo D              | 20 febbraio 2021       | 25ª  | 2017 | Secondo posto (2001)         |
| Bulgaria             | Gruppo H              | 20 febbraio 2021       | 25ª  | 2011 | Secondo posto (1957)         |
| Francia              | Gruppo G              | 20 febbraio 2021       | 39ª  | 2017 | Campione (2013)              |
| Gran Bretagna        | Gruppo G              | 20 febbraio 2021       | 5ª   | 2017 | 13º posto (2009, 2011, 2013) |
| Estonia              | Gruppo B              | 22 febbraio 2021       | 6ª   | 2015 | 5º posto (1937, 1939)        |
| Lituania             | Gruppo C              | 22 febbraio 2021       | 15ª  | 2017 | Campione (1937, 1939, 2003)  |

## Sedi delle partite
| Fase          | Impianto               | Spettatori | Foto | Città   |
| ------------- | ---------------------- | ---------- | ---- | ------- |
| Fase a gironi | Lanxess Arena          | 19.500     |      | Colonia |
| Fase a gironi | O2 Arena               | 17.360     |      | Praga   |
| Fase a gironi | Tbilisi Olympic Palace | 10.000     |      | Tbilisi |
| Fase a gironi | Mediolanum Forum       | 12.331     |      | Milano  |
| Seconda fase  | Mercedes-Benz Arena    | 16.000     |      | Berlino |

## Sorteggio e formula
Il sorteggio si è tenuto il 29 aprile 2021 a Berlino. Sono stati formati i 4 gruppi da 6 squadre ciascuno per la prima fase, ognuno si svolgerà in una delle quattro nazioni ospitanti.
Il 20 maggio 2022, in seguito all’invasione russa dell’Ucraina, la FIBA ha deciso di escludere le nazionali russa e bielorussa da tutte le competizioni internazionali. Al posto della Russia è stato ripescato il Montenegro, squadra con il miglior record (3-3) tra le squadre che non si sono qualificate tramite gli EuroBasket Qualifiers.
La composizione dei gironi dopo il sorteggio è stata la seguente:
| Gruppo A   | Gruppo B             | Gruppo C      | Gruppo D    |
| ---------- | -------------------- | ------------- | ----------- |
| Spagna     | Francia              | Grecia        | Serbia      |
| Montenegro | Lituania             | Italia        | Rep. Ceca   |
| Turchia    | Slovenia             | Croazia       | Polonia     |
| Georgia    | Germania             | Ucraina       | Finlandia   |
| Belgio     | Ungheria             | Gran Bretagna | Israele     |
| Bulgaria   | Bosnia ed Erzegovina | Estonia       | Paesi Bassi |

Al termine dei gironi le prime quattro classificate di ciascun gruppo parteciperanno alla fase finale a eliminazione diretta, partendo dagli ottavi di finale.

## Risultati

### Fase a gruppi

#### Gruppo A
| Pos. | Squadra    | Pt | G | V | P | PF  | PS  | DP  |
| ---- | ---------- | -- | - | - | - | --- | --- | --- |
| 1.   | Spagna     | 9  | 5 | 4 | 1 | 431 | 368 | +63 |
| 2.   | Turchia    | 8  | 5 | 3 | 2 | 403 | 378 | +25 |
| 3.   | Montenegro | 8  | 5 | 3 | 2 | 381 | 378 | +3  |
| 4.   | Belgio     | 8  | 5 | 3 | 2 | 384 | 383 | +1  |
| 5.   | Bulgaria   | 6  | 5 | 1 | 4 | 427 | 475 | -48 |
| 6.   | Georgia    | 6  | 5 | 1 | 4 | 379 | 425 | -46 |

| Arbitri: | Erez Gurion Martin Vulić Beniamino Attard |

|                          |          |             |
| Brown 17                 | Punti    | 26 Vezenkov |
| Brown 5                  | Assist   | 7 Bost      |
| Garuba, J. Hernangómez 7 | Rimbalzi | 11 Vezenkov |

| Arbitri: | Saverio Lanzerini Oskars Lūcis Gatis Saliņš |

|           |          |              |
| Larkin 18 | Punti    | 18 Dubljević |
| Larkin 7  | Assist   | 9 Perry      |
| Şengün 6  | Rimbalzi | 7 Simonović  |

| Arbitri: | Aleksandar Glišić Dariusz Zapolski Sergii Zashchuk |

|                |          |                    |
| Mwema, Tabu 14 | Punti    | 18 Mamuk'elashvili |
| Lecomte 5      | Assist   | 6 McFadden         |
| Bako 6         | Rimbalzi | 13 Mamuk'elashvili |

| Arbitri: | Oskars Lucis Sergii Zashchuk Beniamino Attard |

|              |          |             |
| Dubljević 21 | Punti    | 25 Obasohan |
| Perry 5      | Assist   | 3 Mwema     |
| Dubljević 11 | Rimbalzi | 7 Vanwijn   |

| Arbitri: | Aleksandar Glišić Zdenko Tomašovič Mihkel Männiste |

|             |          |          |
| Vezenkov 28 | Punti    | 25 Osman |
| Bost 13     | Assist   | 9 Larkin |
| Vezenkov 15 | Rimbalzi | 9 Şengün |

| Arbitri: | Saverio Lanzarini Dariusz Zapolski Gatis Saliņš |

|                       |          |                                  |
| R. Andronikashvili 13 | Punti    | 14 G. Hernangómez                |
| Mamuk'elashvili 3     | Assist   | 5 Brown                          |
| Mamuk'elashvili 9     | Rimbalzi | 7 G. Hernangómez, J. Hernangómez |

| Arbitri: | Oskars Lucis Zdenko Tomašovič Josip Jurčević |

|              |          |                     |
| Vezenkov 26  | Punti    | 23 Mihailović       |
| Karamfilov 7 | Assist   | 5 Mihailović, Perry |
| Vezenkov 8   | Rimbalzi | 9 Dubljević         |

| Arbitri: | Saverio Lanzarini Dariusz Zapolski Erez Gurion |

|                                 |          |            |
| G. Hernangómez 18               | Punti    | 20 Lecomte |
| Brown 8                         | Assist   | 4 Lecomte  |
| Garuba, J. Hernangómez, Parra 4 | Rimbalzi | 9 Bako     |

| Arbitri: | Aleksandar Glišić Gatis Saliņš Sergii Zashchuk |

|                 |          |                    |
| Şengün 21       | Punti    | 20 Mamuk'elashvili |
| Larkin 7        | Assist   | 6 McFadden         |
| Şanlı, Şengün 9 | Rimbalzi | 12 Mamuk'elashvili |

| Arbitri: | Saverio Lanzarini Dariusz Zapolski Beniamino Attard |

|                 |          |                  |
| Bratanovic 15   | Punti    | 24 Şengün        |
| Lecomte, Tabu 4 | Assist   | 6 Larkin, Şengün |
| De Zeeuw 6      | Rimbalzi | 8 Şengün         |

| Arbitri: | Oskars Lucis Sergii Zashchuk Gatis Saliņš |

|               |          |                   |
| Mihailović 18 | Punti    | 18 Brizuela       |
| Perry 9       | Assist   | 7 Brown           |
| Radončić 7    | Rimbalzi | 13 G. Hernangómez |

| Arbitri: | Erez Guiron Martin Vulic Mihkel Männiste |

|                   |          |             |
| Bitadze 17        | Punti    | 33 Bost     |
| Mamuk'elashvili 3 | Assist   | 12 Bost     |
| Mamuk'elashvili 6 | Rimbalzi | 14 Vezenkov |

| Arbitri: | Oskars Lucis Martin Vulić Beniamino Attard |

|           |          |                                  |
| Osman 20  | Punti    | 15 G. Hernangómez                |
| Larkin 6  | Assist   | 7 Brown                          |
| Şengün 12 | Rimbalzi | 7 G. Hernangómez, J. Hernangómez |

| Arbitri: | Erez Gurion Zdenko Tomašovič Mihkel Männiste |

|             |          |             |
| Vezenkov 26 | Punti    | 25 Obasohan |
| Bost 4      | Assist   | 6 Tabu      |
| Vezenkov 13 | Rimbalzi | 7 Obasohan  |

| Arbitri: | Saverio Lanzarini Dariusz Zapolski Sergii Zashchuk |

|                     |          |             |
| McFadden 16         | Punti    | Drobnjak 22 |
| Bitadze, McFadden 4 | Assist   | Perry 9     |
| Mamuk'elashvili 10  | Rimbalzi | Radović 11  |

#### Gruppo B
| Pos. | Squadra              | Pt | G | V | P | PF  | PS  | DP  |
| ---- | -------------------- | -- | - | - | - | --- | --- | --- |
| 1.   | Slovenia             | 9  | 5 | 4 | 1 | 445 | 422 | +23 |
| 2.   | Germania             | 9  | 5 | 4 | 1 | 482 | 421 | +61 |
| 3.   | Francia              | 8  | 5 | 3 | 2 | 381 | 379 | +2  |
| 4.   | Lituania             | 7  | 5 | 2 | 3 | 439 | 412 | +27 |
| 5.   | Bosnia ed Erzegovina | 7  | 5 | 2 | 3 | 412 | 438 | -26 |
| 6.   | Ungheria             | 5  | 5 | 0 | 5 | 382 | 469 | -87 |

| Arbitri: | Marius Ciulin Igor Mitrovski Ivor Matějek |

|                 |          |          |
| Musa, Nurkić 19 | Punti    | 20 Benke |
| Musa 6          | Assist   | 6 Benke  |
| Halilović 9     | Rimbalzi | 7 Hanga  |

| Arbitri: | Manuel Mazzoni Mārtiņš Kozlovskis Wojciech Liszka |

|           |          |                |
| Tobey 24  | Punti    | 19 Kuzminskas  |
| Dončić 10 | Assist   | 5 Lekavičius   |
| Tobey 8   | Rimbalzi | 12 Valančiūnas |

| Arbitri: | Georgios Poursanidis Lorenzo Baldini Michał Proc |

|             |          |                              |
| Yabusele 18 | Punti    | 14 Thiemann                  |
| Heurtel 8   | Assist   | 5 Lô, Schröder               |
| Gobert 12   | Rimbalzi | 6 Theis, Thiemann, Voigtmann |

| Arbitri: | Wojciech Liszka Lorenzo Baldini Marius Ciulin |

|                     |          |                        |
| Schröder, Wagner 18 | Punti    | 30 Musa                |
| Schröder 9          | Assist   | 4 Atić, Musa, Roberson |
| Theis 6             | Rimbalzi | 7 Nurkić               |

| Arbitri: | Manuel Mazzoni Michał Proc Mārtiņš Kozlovskis |

|                |          |                      |
| Valančiūnas 15 | Punti    | 27 Fournier          |
| Jokubaitis 5   | Assist   | 4 Albicy             |
| Sabonis 9      | Rimbalzi | 5 Fournier, Yabusele |

| Arbitri: | Georgios Poursanidis Andris Aunkrogers Ilias Kounelles |

|                 |          |           |
| Perl 18         | Punti    | 20 Dončić |
| 6 Perl          | Assist   | 7 Dončić  |
| 7 Hopkins, Perl | Rimbalzi | 7 Dončić  |

| Arbitri: | Manuel Mazzoni Wojciech Liszka Michał Proc |

|                |          |            |
| Valančiūnas 34 | Punti    | 32 Wagner  |
| Valančiūnas 5  | Assist   | 8 Schröder |
| Valančiūnas 14 | Rimbalzi | 8 Wagner   |

| Arbitri: | Lorenzo Baldini Mārtiņš Kozlovskis Igor Mitrovski |

|           |          |              |
| Čančar 22 | Punti    | 23 Roberson  |
| Dončić 8  | Assist   | 5 Musa       |
| Dončić 8  | Rimbalzi | 10 Halilović |

| Arbitri: | Marius Ciulin Andris Aunkrogers Ivor Matějek |

|             |          |                 |
| Yabusele 17 | Punti    | 18 Hanga        |
| Heurtel 7   | Assist   | 4 Perl, Váradi  |
| Gobert 9    | Rimbalzi | 4 Hanga, Váradi |

| Arbitri: | Marius Ciulin Georgios Poursanidis Ilias Kounelles |

|                      |          |             |
| Halilović, Nurkić 14 | Punti    | 15 Yabusele |
| Atić 5               | Assist   | 8 Heurtel   |
| Nurkić 10            | Rimbalzi | 12 Gobert   |

| Arbitri: | Aleksandar Glisic Andris Aunkrogers Igor Mitrovski |

|                                 |          |                        |
| Perl 16                         | Punti    | 21 Valančiūnas         |
| Benke, Hopkins, Perl, Vojvoda 2 | Assist   | 6 Jokubaitis           |
| Benke, Perl 4                   | Rimbalzi | 8 Sabonis, Valančiūnas |

| Arbitri: | Martins Kozlovskis Lorezo Baldini Martin Horozov |

|              |          |           |
| Schröder 19  | Punti    | 36 Dončić |
| Schröder 5   | Assist   | 4 Dončić  |
| Voigtmann 12 | Rimbalzi | 10 Dončić |

| Arbitri: | Mārtiņš Kozlovskis Lorenzo Baldini Martin Horozov |

|                |          |            |
| Grigonis 16    | Punti    | 22 Musa    |
| Valančiūnas 5  | Assist   | 5 Musa     |
| Valančiūnas 15 | Rimbalzi | 6 Kamenjaš |

| Arbitri: | Aleksandar Glisic Marius Ciulin Georgios Poursanidis |

|            |          |           |
| Gobert 19  | Punti    | 47 Dončić |
| Heurtel 10 | Assist   | 5 Dončić  |
| Gobert 8   | Rimbalzi | 7 Dončić  |

| Arbitri: | Andris Aunkrogers Ivor Matějek Ilias Kounelles |

|                 |          |               |
| Perl 15         | Punti    | 22 Sengfelder |
| Perl 4          | Assist   | 11 Hollatz    |
| Perl, Vojvoda 4 | Rimbalzi | 10 Voigtmann  |

#### Gruppo C
| Pos. | Squadra       | Pt | G | V | P | PF  | PS  | DP   |
| ---- | ------------- | -- | - | - | - | --- | --- | ---- |
| 1.   | Grecia        | 10 | 5 | 5 | 0 | 456 | 391 | +65  |
| 2.   | Ucraina       | 8  | 5 | 3 | 2 | 412 | 396 | +16  |
| 3.   | Croazia       | 8  | 5 | 3 | 2 | 410 | 390 | +20  |
| 4.   | Italia        | 8  | 5 | 3 | 2 | 408 | 363 | +45  |
| 5    | Estonia       | 6  | 5 | 1 | 4 | 368 | 382 | -14  |
| 6.   | Gran Bretagna | 5  | 5 | 0 | 5 | 321 | 453 | -132 |

| Arbitri: | Paulo Marques Zafer Yılmaz Zdravko Rutešić |

|                     |          |           |
| Mychajljuk 17       | Punti    | 16 Nelson |
| Blyznjuk, Lukašov 5 | Assist   | 5 Nelson  |
| Len' 6              | Rimbalzi | 9 Olaseni |

| Arbitri: | Yohan Rosso Luis Castillo Martin Horozov |

|           |          |                              |
| Smith 23  | Punti    | 27 G. Antetokounmpo, Dorsey  |
| Smith 4   | Assist   | 6 G. Antetokounmpo, Calathes |
| Hezonja 8 | Rimbalzi | 6 G. Antetokounmpo           |

| Arbitri: | Nicolas Maestre Radomir Vojinović Carsten Straube |

|               |          |                    |
| Fontecchio 19 | Punti    | 20 Kriisa          |
| Spissu 6      | Assist   | 6 Kriisa, Kullamäe |
| Polonara 11   | Rimbalzi | 4 Jõesaar          |

| Arbitri: | Martin Horozov Paulo Marques Geert Jacobs |

|           |          |                             |
| Hesson 18 | Punti    | 15 Bogdanović, Šarić, Zubac |
| Nelson 6  | Assist   | 6 Smith                     |
| Soko 7    | Rimbalzi | 10 Hezonja                  |

| Arbitri: | Nicolas Maestre Viola Györgyi Zafer Yılmaz |

|           |          |               |
| Kotsar 17 | Punti    | 18 Mychajljuk |
| Kriisa 8  | Assist   | 5 Blyznjuk    |
| 9 Kotsar  | Rimbalzi | 9 Blyznjuk    |

| Arbitri: | Yohan Rosso Luis Castillo Radomir Vojinović |

|                     |          |               |
| G. Antetokounmpo 25 | Punti    | 26 Fontecchio |
| Calathes 4          | Assist   | 6 Spissu      |
| G. Antetokounmpo 11 | Rimbalzi | 10 Polonara   |

| Arbitri: | Paulo Marques Zafer Yılmaz Carsten Straube |

|             |          |            |
| Matković 17 | Punti    | 18 Vene    |
| Smith 7     | Assist   | 5 Kullamäe |
| Šarić 12    | Rimbalzi | 7 Drell    |

| Arbitri: | Yohan Rosso Geert Jacobs Gizella Gyorgyi |

|                 |          |                                    |
| Nelsono 17      | Punti    | 21 Sloukas                         |
| Soko, Wheatle 5 | Assist   | 5 Calathes, Lountzīs, Papanikolaou |
| Olaseni 11      | Rimbalzi | 7 Papanikolaou                     |

| Arbitri: | Luis Castillo Martin Horozov Zdravko Rutešić |

|               |          |                 |
| Mychajljuk 25 | Punti    | 17 Polonara     |
| Blyznjuk 6    | Assist   | 3 Spissu, Tonut |
| Len' 11       | Rimbalzi | 7 Polonara      |

| Arbitri: | Radomir Vojinović Zdravko Rutesić Geert Jacobs |

|                   |          |            |
| Drell 20          | Punti    | 14 Hesson  |
| Kriisa 7          | Assist   | 6 Nelson   |
| Kotsar, Raieste 8 | Rimbalzi | 11 Wheatle |

| Arbitri: | Luis Castillo Nicoals Maestre Carsten Straube |

|                     |          |                      |
| G. Antetokounmpo 41 | Punti    | 16 Mychajljuk, Sanon |
| Calathes 7          | Assist   | 4 Blyznjuk, Sanon    |
| G. Antetokounmpo 9  | Rimbalzi | 8 Len'               |

| Arbitri: | Yohan Rosso Paulo Marques Zafer Yılmaz |

|                       |          |               |
| Fontecchio, Melli 19  | Punti    | 27 Bogdanović |
| Spissu 6              | Assist   | 4 Smith       |
| Melli, Ricci, Tonut 5 | Rimbalzi | 10 Hezonja    |

| Arbitri: | Luis Castillo Nicolas Maestre Zafer Yilmaz |

|               |          |                                  |
| Bogdanović 27 | Punti    | 21 Herun                         |
| Mavra 4       | Assist   | 4 Blyznjuk, Len', Lukašov, Sanon |
| Zubac 8       | Rimbalzi | 8 Blyznjuk                       |

| Arbitri: | Yohan Rosso Carsten Straube Viola Györgyi |

|                    |          |                     |
| Vene 19            | Punti    | 25 G. Antetokounmpo |
| Kriisa, Kullamäe 4 | Assist   | 4 G. Antetokounmpo  |
| Drell 5            | Rimbalzi | 5 G. Antetokounmpo  |

| Arbitri: | Paulo Marques Radomir Vojinovic Geert Jacobs |

|                   |          |               |
| Hesson 18         | Punti    | Fontecchio 18 |
| Nelson, Wheatle 3 | Assist   | Pajola 5      |
| Wheatle 7         | Rimbalzi | Ricci 8       |

#### Gruppo D
| Pos. | Squadra     | Pt | G | V | P | PF  | PS  | DP   |
| ---- | ----------- | -- | - | - | - | --- | --- | ---- |
| 1.   | Serbia      | 10 | 5 | 5 | 0 | 466 | 361 | +105 |
| 2.   | Finlandia   | 8  | 5 | 3 | 2 | 432 | 403 | +29  |
| 3.   | Polonia     | 8  | 5 | 3 | 2 | 387 | 414 | -27  |
| 5.   | Rep. Ceca   | 7  | 5 | 2 | 3 | 416 | 435 | -19  |
| 5.   | Israele     | 7  | 5 | 2 | 3 | 394 | 416 | -22  |
| 6.   | Paesi Bassi | 5  | 5 | 0 | 5 | 359 | 429 | -66  |

| Arbitri: | Ademir Zurapović Ventsislav Velikov Péter Praksch |

|           |          |              |
| Avdija 23 | Punti    | 33 Markkanen |
| Blatt 10  | Assist   | 4 Kantonen   |
| Avdija 15 | Rimbalzi | 12 Markkanen |

| Arbitri: | Antonio Conde Boris Krejić Fernando Calatrava |

|                           |          |              |
| Ponitka 26                | Punti    | 17 Veselý    |
| Ponitka 9                 | Assist   | 6 Satoranský |
| Balcerowski, Sokołowski 7 | Rimbalzi | 5 Balvín     |

| Arbitri: | Yener Yılmaz Gvidas Gedvilas Kerem Baki |

|                 |          |                           |
| Jokić 19        | Punti    | 28 De Jong                |
| Micić 12        | Assist   | 4 Van der Vuurst de Vries |
| Jokić, Ristić 6 | Rimbalzi | 6 Haarms                  |

| Arbitri: | Ademir Zurapović Boris Krejić Gvidas Gedvila |

|                                 |          |                       |
| Salin 18                        | Punti    | 8 Ponitka, Sokołowski |
| Salin 6                         | Assist   | 5 Ponitka             |
| Jantunen, Markkanen, Valtonen 5 | Rimbalzi | 6 Dziewa              |

| Arbitri: | Antonio Conde Kerem Baki Fernando Calatrava |

|                   |          |          |
| Hruban, Krejčí 13 | Punti    | 18 Jokić |
| Sehnal 7          | Assist   | 6 Micić  |
| Balvín 9          | Rimbalzi | 11 Jokić |

| Arbitri: | Yener Yılmaz Alexandre Deman Péter Praksch |

|                           |          |           |
| De Jong 12                | Punti    | 21 Avdija |
| Van der Vuurst de Vries 5 | Assist   | 4 Blatt   |
| Kherrazi 6                | Rimbalzi | 6 Sorkin  |

| Arbitri: | Antonio Conde Kerem Baki Alexandre Deman |

|              |          |            |
| Slaughter 24 | Punti    | 18 Zoosman |
| Ponitka 7    | Assist   | 6 Ginat    |
| Ponitka 9    | Rimbalzi | 8 Avdija   |

| Arbitri: | Ademir Zurapović Boris Krejić Gintaras Maciulis |

|           |          |                                             |
| Veselý 24 | Punti    | 22 Franke                                   |
| Kyzlink 9 | Assist   | 5 Franke, Van der Vuurst de Vries, Williams |
| Veselý 7  | Rimbalzi | 9 J. Edwards                                |

| Arbitri: | Yener Yılmaz Fernando Calatrava Gvidas Gedvilas |

|                   |          |              |
| Micić, Nedović 14 | Punti    | 18 Markkanen |
| Jokić, Micić 7    | Assist   | 5 Markkanen  |
| Jokić 14          | Rimbalzi | 7 Markkanen  |

| Arbitri: | Fernando Calatrava Ventsislav Velikov Péter Praksch |

|                                  |          |               |
| Kloof 26                         | Punti    | 24 Sokołowski |
| Kloof, Van der Vuurst de Vries 4 | Assist   | 5 Ponitka     |
| Haarms, Kherrazi 4               | Rimbalzi | 7 Balcerowski |

| Arbitri: | Antonio Conde Boris Krejic Kerem Baki |

|              |          |               |
| Markkanen 34 | Punti    | 22 Hruban     |
| Maxhuni 6    | Assist   | 10 Satoranský |
| Markkanen 10 | Rimbalzi | 6 Veselý      |

| Arbitri: | Ademir Zurapovic Yener Yilmaz Gintaras Maciulis |

|          |          |          |
| Madar 20 | Punti    | 29 Jokić |
| Avdija 5 | Assist   | 5 Jokić  |
| Sorkin 9 | Rimbalzi | 11 Jokić |

| Arbitri: | Yener Yılmaz Ventsislav Velikov Gintaras Maciulis |

|              |          |                           |
| Markkanen 22 | Punti    | 21 de Jong                |
| Maxhuni 5    | Assist   | 5 Van der Vuurst de Vries |
| Madsen 6     | Rimbalzi | 5 J. Edwards, Hammink     |

| Arbitri: | Ademir Zurapović Boris Krejić Gvidas Gedvilas |

|               |          |           |
| Hruban 25     | Punti    | 16 Madar  |
| Satoranský 11 | Assist   | 11 Avdija |
| Satoranský 8  | Rimbalzi | 8 Avdija  |

| Arbitri: | Antonio Conde Kerem Baki Fernando Caltrava |

|          |          |              |
| Jokić 19 | Punti    | 17 Michalak  |
| Micić 9  | Assist   | 6 Ponitka    |
| Jokić 5  | Rimbalzi | 5 Olejniczak |

#### Fase finale
Tutte le partite della fase finale si giocheranno alla Mercedes-Benz Arena di Berlino.
|  | Ottavi di finale           | Ottavi di finale           |                            |     | Quarti di finale          | Quarti di finale          |                            |                            | Semifinali | Semifinali |  |  | Finale | Finale |
|  |                            |                            |                            |     |                           |                           |                            |                            |            |            |  |  |        |        |
|  | 10 settembre - 18:00 UTC+2 |                            |                            |     |                           |                           |                            |                            |            |            |  |  |        |        |
|  |                            |                            |                            |     |                           |                           |                            |                            |            |            |  |  |        |        |
|  | Germania                   | 85                         |                            |     |                           |                           |                            |                            |            |            |  |  |        |        |
|  | Germania                   | 85                         | 13 settembre - 20.30 UTC+2 |     |                           |                           |                            |                            |            |            |  |  |        |        |
|  | Montenegro                 | 79                         |                            |     |                           |                           |                            |                            |            |            |  |  |        |        |
|  | Montenegro                 | 79                         | Germania                   | 107 |                           |                           |                            |                            |            |            |  |  |        |        |
|  | 11 settembre - 20:45 UTC+2 |                            | Germania                   | 107 |                           |                           |                            |                            |            |            |  |  |        |        |
|  |                            | Grecia                     | 96                         |     |                           |                           |                            |                            |            |            |  |  |        |        |
|  | Grecia                     | Grecia                     | 96                         | 94  |                           |                           |                            |                            |            |            |  |  |        |        |
|  | Grecia                     |                            | 16 settembre - 20:30 UTC+2 | 94  |                           |                           |                            |                            |            |            |  |  |        |        |
|  | Rep. Ceca                  | 88                         |                            |     |                           |                           |                            |                            |            |            |  |  |        |        |
|  | Rep. Ceca                  | 88                         | Germania                   | 91  |                           |                           |                            |                            |            |            |  |  |        |        |
|  | 10 settembre - 20:45 UTC+2 |                            | Germania                   | 91  |                           |                           |                            |                            |            |            |  |  |        |        |
|  |                            | Spagna                     | 96                         |     |                           |                           |                            |                            |            |            |  |  |        |        |
|  | Spagna                     | Spagna                     | 96                         | 102 |                           |                           |                            |                            |            |            |  |  |        |        |
|  | Spagna                     | 13 settembre - 17.15 UTC+2 |                            | 102 |                           |                           |                            |                            |            |            |  |  |        |        |
|  | Lituania                   | 94                         |                            |     |                           |                           |                            |                            |            |            |  |  |        |        |
|  | Lituania                   | 94                         | Spagna                     | 100 |                           |                           |                            |                            |            |            |  |  |        |        |
|  | 11 settembre - 14:45 UTC+2 |                            | Spagna                     | 100 |                           |                           |                            |                            |            |            |  |  |        |        |
|  |                            | Finlandia                  | 90                         |     |                           |                           |                            |                            |            |            |  |  |        |        |
|  | Finlandia                  | Finlandia                  | 90                         | 94  |                           |                           |                            |                            |            |            |  |  |        |        |
|  | Finlandia                  |                            | 18 settembre - 20:30 UTC+2 | 94  |                           |                           |                            |                            |            |            |  |  |        |        |
|  | Croazia                    | 86                         |                            |     |                           |                           |                            |                            |            |            |  |  |        |        |
|  | Croazia                    | 86                         | Spagna                     | 88  |                           |                           |                            |                            |            |            |  |  |        |        |
|  | 10 settembre - 14:45 UTC+2 |                            | Spagna                     | 88  |                           |                           |                            |                            |            |            |  |  |        |        |
|  |                            | Francia                    | 76                         |     |                           |                           |                            |                            |            |            |  |  |        |        |
|  | Slovenia                   | Francia                    | 76                         | 88  |                           |                           |                            |                            |            |            |  |  |        |        |
|  | Slovenia                   | 14 settembre - 20.30 UTC+2 |                            | 88  |                           |                           |                            |                            |            |            |  |  |        |        |
|  | Belgio                     | 72                         |                            |     |                           |                           |                            |                            |            |            |  |  |        |        |
|  | Belgio                     | 72                         | Slovenia                   | 87  |                           |                           |                            |                            |            |            |  |  |        |        |
|  | 11 settembre - 12:00 UTC+2 |                            | Slovenia                   | 87  |                           |                           |                            |                            |            |            |  |  |        |        |
|  |                            | Polonia                    | 90                         |     |                           |                           |                            |                            |            |            |  |  |        |        |
|  | Ucraina                    | Polonia                    | 90                         | 86  |                           |                           |                            |                            |            |            |  |  |        |        |
|  | Ucraina                    |                            | 16 settembre - 17:15 UTC+2 | 86  |                           |                           |                            |                            |            |            |  |  |        |        |
|  | Polonia                    | 94                         |                            |     |                           |                           |                            |                            |            |            |  |  |        |        |
|  | Polonia                    | 94                         | Polonia                    | 54  |                           |                           |                            |                            |            |            |  |  |        |        |
|  | 10 settembre - 12:00 UTC+2 |                            | Polonia                    | 54  |                           |                           |                            |                            |            |            |  |  |        |        |
|  |                            | Francia                    | 95                         |     | Finale per il terzo posto | Finale per il terzo posto |                            |                            |            |            |  |  |        |        |
|  | Turchia                    | Francia                    | 95                         | 86  | Finale per il terzo posto | Finale per il terzo posto |                            |                            |            |            |  |  |        |        |
|  | Turchia                    | 14 settembre - 17.15 UTC+2 | 14 settembre - 17.15 UTC+2 | 86  |                           |                           | 18 settembre - 17:15 UTC+2 | 18 settembre - 17:15 UTC+2 |            |            |  |  |        |        |
|  | Francia                    | 14 settembre - 17.15 UTC+2 | 14 settembre - 17.15 UTC+2 | 87  |                           |                           | 18 settembre - 17:15 UTC+2 | 18 settembre - 17:15 UTC+2 |            |            |  |  |        |        |
|  | Francia                    | Francia                    | 93                         | 87  | Germania                  | 82                        |                            |                            |            |            |  |  |        |        |
|  | 11 settembre - 18:00 UTC+2 | Francia                    | 93                         |     | Germania                  | 82                        |                            |                            |            |            |  |  |        |        |
|  |                            | Italia                     | 85                         |     | Polonia                   | 69                        |                            |                            |            |            |  |  |        |        |
|  | Serbia                     | Italia                     | 85                         | 86  | Polonia                   | 69                        |                            |                            |            |            |  |  |        |        |
|  | Serbia                     |                            |                            | 86  |                           |                           |                            |                            |            |            |  |  |        |        |
|  | Italia                     | 94                         |                            |     |                           |                           |                            |                            |            |            |  |  |        |        |
|  | Italia                     | 94                         |                            |     |                           |                           |                            |                            |            |            |  |  |        |        |

#### Ottavi di finale
| Arbitri: | Antonio Conde Boris Krejić Martin Horozov |

|           |          |           |
| Tuncer 22 | Punti    | 20 Gobert |
| Hazer 6   | Assist   | 7 Heurtel |
| Şanlı 7   | Rimbalzi | 17 Gobert |

| Arbitri: | Saverio Lanzarini Fernando Calatrava Gvidas Gedvilas |

|           |          |            |
| Dončić 35 | Punti    | 16 Lecomte |
| Dončić 5  | Assist   | 4 Obasohan |
| Čančar 7  | Rimbalzi | 10 Gillet  |

| Arbitri: | Luis Castillo Mārtiņš Kozlovskis Paulo Marques |

|             |          |             |
| Schröder 22 | Punti    | 25 Perry    |
| Schröder 8  | Assist   | 6 Perry     |
| Wagner 5    | Rimbalzi | 9 Simonović |

| Arbitri: | Yohan Rosso Ademir Zurapović Aleksandar Glišić |

|                          |          |               |
| Brown 28                 | Punti    | 18 Kuzminskas |
| Brown 8                  | Assist   | 5 Jokubaitis  |
| Garuba, G. Hernangómez 8 | Rimbalzi | 9 Sabonis     |

| Arbitri: | Ademir Zurapović Nicolas Maestre Carsten Straube |

|                    |          |              |
| Bobrov 15          | Punti    | Slaughter 24 |
| Sanon 8            | Assist   | Ponitka 6    |
| Mychajljuk, Len' 8 | Rimbalzi | Ponitka 9    |

| Arbitri: | Saverio Lanzarini Mārtiņš Kozlovskis Lorenzo Baldini |

|                             |          |               |
| Markkanen 43                | Punti    | 23 Bogdanović |
| Markkanen, Maxhuni, Salin 3 | Assist   | 6 Šarić       |
| Markkanen 9                 | Rimbalzi | 6 Šarić       |

| Arbitri: | Antonio Conde Yener Yılmaz Martin Horozov |

|          |          |            |
| Jokić 32 | Punti    | 22 Spissu  |
| Micić 8  | Assist   | 6 Spissu   |
| Jokić 13 | Rimbalzi | 8 Polonara |

| Arbitri: | Yohan Rosso Oskars Lucis Kerem Baki |

|                     |          |               |
| G. Antetokounmpo 27 | Punti    | 21 Veselý     |
| Calathes 6          | Assist   | 17 Satoranský |
| G. Antetokounmpo 10 | Rimbalzi | 8 Satoranský  |

#### Quarti di finale
| Arbitri: | Yohan Rosso Martin Horozov Kerem Baki |

|                   |          |              |
| G. Hernangómez 27 | Punti    | 28 Markkanen |
| Brown 11          | Assist   | 11 Markkanen |
| Garuba 6          | Rimbalzi | 6 Little     |

| Arbitri: | Ademir Zurapović Saverio Lanzarini Boris Krejić |

|             |          |                     |
| Schröder 26 | Punti    | 31 G. Antetokounmpo |
| Schröder 8  | Assist   | 8 G. Antetokounmpo  |
| Theis 16    | Rimbalzi | 7 G. Antetokounmpo  |

| Arbitri: | Ademir Zurapović Mārtiņš Kozlovskis Aleksandar Glišić |

|            |          |                       |
| Heurtel 20 | Punti    | 21 Fontecchio, Spissu |
| Heurtel 8  | Assist   | 7 Melli               |
| Gobert 14  | Rimbalzi | 6 Polonara            |

| Arbitri: | Antonio Conde Martin Horozov Kerem Baki |

|           |          |            |
| Čančar 21 | Punti    | 26 Ponitka |
| Dončić 7  | Assist   | 10 Ponitka |
| Dončić 11 | Rimbalzi | 16 Ponitka |

#### Semifinali
| Arbitri: | Saverio Lanzarini Mārtiņš Kozlovskis Lorenzo Baldini |

|                       |          |             |
| Michalak, Slaughter 9 | Punti    | 22 Yabusele |
| Kolenda, Schenk 3     | Assist   | 6 Heurtel   |
| Cel 4                 | Rimbalzi | 10 Fall     |

| Arbitri: | Ademir Zurapović Boris Krejić Kerem Baki |

|             |          |                |
| Schröder 30 | Punti    | 29 Brown       |
| Schröder 8  | Assist   | 7 Garuba       |
| Obst 5      | Rimbalzi | 6 R. Fernández |

#### Finale 3º posto
| Arbitri: | Antonio Conde Yohan Rosso Kerem Baki |

|                       |          |                           |
| Schröder 26           | Punti    | 18 Sokołowski             |
| Schröder, Voigtmann 6 | Assist   | 10 Slaughter              |
| Voigtmann 9           | Rimbalzi | 6 Balcerowski, Sokołowski |

### Finale
| Arbitri: | Ademir Zurapović Boris Krejić Mārtiņš Kozlovskis |

|                   |            |                |
| J. Hernangómez 27 | Punti      | 23 Fournier    |
| Brown 11          | Assist     | 7 Heurtel      |
| G. Hernangómez 8  | Rimbalzi   | 9 Tarpey       |
| Sergio Scariolo   | Allenatori | Vincent Collet |

| Quintetto titolare | Quintetto titolare | Quintetto titolare     | Pt | Rim | Ass |
| ------------------ | ------------------ | ---------------------- | -- | --- | --- |
| PG                 | 2                  | Lorenzo Brown          | 14 | 0   | 11  |
| AC                 | 4                  | Jaime Pradilla         | 0  | 3   | 0   |
| AP                 | 6                  | Xabier López-Arostegui | 0  | 4   | 2   |
| P                  | 7                  | Jaime Fernández        | 13 | 0   | 2   |
| AG                 | 14                 | Guillermo Hernangómez  | 14 | 8   | 0   |
| Panchina:          |                    |                        |    |     |     |
| G                  | 5                  | Rudy Fernández         | 7  | 1   | 0   |
| P                  | 8                  | Darío Brizuela         | 3  | 0   | 2   |
| P                  | 9                  | Alberto Díaz           | 8  | 0   | 3   |
| A                  | 11                 | Sebas Saiz             | 0  | 0   | 0   |
| AC                 | 16                 | Usman Garuba           | 2  | 2   | 4   |
| AG                 | 41                 | Juancho Hernangómez    | 27 | 5   | 0   |
| AP                 | 44                 | Joel Parra             | 0  | 0   | 0   |
| Allenatore:        |                    |                        |    |     |     |
| Sergio Scariolo    |                    |                        |    |     |     |

| Spagna |  | Francia |

| Vincitrice EuroBasket 2022 |
| -------------------------- |
| Spagna 4º titolo           |

| Quintetto titolare | Quintetto titolare | Quintetto titolare      | Pt   | Rim  | Ass  |
| ------------------ | ------------------ | ----------------------- | ---- | ---- | ---- |
| AG                 | 7                  | Guerschon Yabusele      | 13   | 2    | 6    |
| GA                 | 10                 | Evan Fournier           | 23   | 3    | 2    |
| P                  | 21                 | Andrew Albicy           | 1    | 0    | 0    |
| G                  | 22                 | Terry Tarpey            | 4    | 9    | 2    |
| C                  | 27                 | Rudy Gobert             | 6    | 6    | 1    |
| Panchina:          |                    |                         |      |      |      |
| P                  | 0                  | Élie Okobo              | 9    | 3    | 1    |
| AG                 | 2                  | Amath M'Baye            | n.e. | n.e. | n.e. |
| GA                 | 3                  | Timothé Luwawu-Cabarrot | 0    | 1    | 0    |
| P                  | 4                  | Thomas Heurtel          | 16   | 0    | 7    |
| P                  | 11                 | Théo Maledon            | n.e. | n.e. | n.e. |
| C                  | 17                 | Vincent Poirier         | 4    | 1    | 1    |
| C                  | 93                 | Moustapha Fall          | 0    | 1    | 0    |
| Allenatore:        |                    |                         |      |      |      |
| Vincent Collet     |                    |                         |      |      |      |

## Classifica finale
| Campione d'Europa             | Campione d'Europa    | Campione d'Europa |
| ----------------------------- | -------------------- | --- |
| Oro                           | Spagna               | Spagna2 Brown, 4 Pradilla, 5 R. Fernández, 6 López-Arostegui, 7 J. Fernández, 8 Brizuela, 9 Díaz, 11 Saiz, 14 G. Hernangómez, 16 Garuba, 17 J. Hernangómez, 44 Parra, All. Sergio Scariolo                           |
| Argento                       | Francia              | Francia0 Okobo, 2 M'Baye, 3 Luwawu-Cabarrot, 4 Heurtel, 7 Yabusele, 10 Fournier, 11 Maledon, 17 Poirier, 21 Albicy, 22 Tarpey, 27 Gobert, 91 Fall, All. Vincent Collet                                               |
| Bronzo                        | Germania             | Germania4 Lô, 5 Giffey, 6 Weiler-Babb, 7 Voigtmann, 9 Wagner, 10 Theis, 17 Schröder, 18 Wohlfarth-Bottermann, 21 Hollatz, 32 Thiemann, 42 Obst, 43 Sengfelder, All. Gordon Herbert                                   |
| 4.                            | Polonia              | Polonia1 Zyskowski, 2 Balcerowski, 3 Sokołowski, 5 Cel, 6 Slaughter, 9 Ponitka, 10 Kolenda, 11 Dziewa, 13 Olejniczak, 23 Michalak, 30 Garbacz, 55 Schenk, All. Igor Miličić                                          |
| 5.                            | Grecia               | Grecia2 Dorsey, 4 Lountzīs, 5 Larentzakīs, 7 Agravanīs, 8 Calathes, 10 Sloukas, 14 Papagiannīs, 16 Papanikolaou, 19 Papapetrou, 34 G. Antetokounmpo, 37 K. Antetokounmpo, 43 T. Antetokounmpo, All. Dīmītrīs Itoudīs |
| 6.                            | Slovenia             | Slovenia3 G. Dragić, 4 Samar, 5 Rupnik, 6 Nikolić, 7 Prepelič, 8 Murić, 10 Tobey, 11 Blažič, 27 Dimec, 30 Z. Dragić, 31 Čančar, 77 Dončić, All. Aleksander Sekulić                                                   |
| 7.                            | Finlandia            | Finlandia1 Little, 7 Huff, 9 Salin, 11 Koponen, 14 Kantonen, 18 Jantunen, 19 Valtonen, 20 Madsen, 21 Maxhuni, 23 Markkanen, 35 Seppälä, 41 Palmi, All. Lassi Tuovi                                                   |
| 8.                            | Italia               | Italia0 Spissu, 1 Mannion, 6 Biligha, 7 Tonut, 9 Melli, 13 Fontecchio, 16 Tessitori, 17 Ricci, 25 Baldasso, 33 Polonara, 54 Pajola, 70 Datome, All. Gianmarco Pozzecco                                               |
| 9.                            | Serbia               | Serbia7 Davidovac, 9 Marinković, 10 Kalinić, 11 Lučić, 14 Ristić, 15 Jokić, 16 Nedović, 21 Jagodić-Kuridža, 22 Micić, 23 Gudurić, 25 Jaramaz, 33 Milutinov, All. Svetislav Pešić                                     |
| 10.                           | Turchia              | Turchia0 Larkin, 2 Hazer, 5 Bitim, 6 Osman, 9 Saybir, 10 Mahmutoğlu, 12 Kabaca, 19 Tuncer, 21 Şanlı, 22 Korkmaz, 23 Şengün, 00 Osmani, All. Ergin Ataman                                                             |
| 11.                           | Ucraina              | Ucraina5 Tkačenko, 7 Lukašov, 10 Mychajljuk, 13 Bobrov, 23 Pustovyj, 25 Len', 30 Sanon, 32 Blyznjuk, 44 Skapintsev, 45 Zotov, 52 Herun, 55 Sydorov, All. Ainārs Bagatskis                                            |
| 12.                           | Croazia              | Croazia1 Perković, 2 Smith, 4 Prkačin, 7 Simon, 8 Hezonja, 9 Šarić, 10 Gnjidić, 17 Matković, 27 Ramljak, 30 Mavra, 40 Zubac, 44 Bogdanović, All. Damir Mulaomerović                                                  |
| 13.                           | Montenegro           | Montenegro0 Vučeljić, 2 Ilić, 3 Mihailović, 4 Pavličević, 8 Radončić, 9 Simonović, 11 Radović, 14 Dubljević, 19 Nikolić, 22 Drobnjak, 30 Popović, 55 Perry, All. Boško Radović                                       |
| 14.                           | Belgio               | Belgio4 Lecomte, 8 Mwema, 9 Tabu, 13 Gillet, 14 De Zeeuw, 16 Tumba, 17 Vanwijn, 18 Libert, 19 Bako, 21 Bleijenbergh, 25 Bratanovic, 32 Obasohan, All. Dario Gjergja                                                  |
| 15.                           | Lituania             | Lituania4 Žukauskas, 9 Brazdeikis, 11 Sabonis, 13 Jokubaitis, 14 Echodas, 17 Valančiūnas, 19 Kuzminskas, 30 Žemaitis, 31 Giedraitis, 40 Grigonis, 43 Lekavičius, 51 Butkevičius, All. Kazys Maksvytis                |
| 16.                           | Rep. Ceca            | Rep. Ceca1 Auda, 7 Hruban, 8 Satoranský, 12 Balvín, 15 Peterka, 17 Bohačík, 19 Sehnal, 24 Veselý, 25 Jelínek, 27 Krejčí, 31 Kříž, 77 Kyzlink, All. Ronen Ginzburg                                                    |
| Eliminate nella fase a gironi |                      | |
| 17.                           | Israele              | Israele1 Sorkin, 7 Mekel, 8 Avdija, 10 Pnini, 11 Madar, 12 Menco, 15 Cohen, 20 Zalmanson, 30 Levi, 41 Ginat, 45 Blatt, 50 Zoosman, All. Guy Goodes                                                                   |
| 18.                           | Bosnia ed Erzegovina | Bosnia ed Erzegovina0 Nurkić, 2 Roberson, 6 Atić, 7 Halilović, 8 Gegić, 9 Kamenjaš, 10 Čampara, 11 Musa, 15 Penava, 17 Lazić, 22 Sulejmanović, 27 Vrabac, All. Adis Bećiragić                                        |
| 19.                           | Estonia              | Estonia0 Drell, 2 Raieste, 7 Sokk, 9 Tass, 11 Vene, 15 Kotsar, 20 Nurger, 21 Jõesaar, 22 Dorbek, 33 Kitsing, 44 Kriisa, 77 Kullamäe, All. Jukka Toijala                                                              |
| 20.                           | Bulgaria             | Bulgaria0 Alipiev, 1 Bost, 2 Karamfilov, 9 Kostov, 12 Georgiev, 17 Stojlov, 22 P. Ivanov, 23 Marinov, 24 A. Ivanov, 34 Dimitrov, 41 Vezenkov, 99 Simeonov, All. Rosen Barčovski                                      |
| 21.                           | Georgia              | Georgia4 Andronik'ashvili, 5 Mamuk'elashvili, 6 Jinch'aradze, 7 Burjanadze, 8 Tsintsadze, 9 Shermadini, 10 Sanadze, 17 Berishvili, 18 Bokolishvili, 25 McFadden, 33 Bekauri, 35 Bitadze, All. Īlias Zouros           |
| 22.                           | Paesi Bassi          | Paesi Bassi0 Franke, 1 van der Vuurst de Vries, 5 Williams, 6 de Jong, 9 Kherrazi, 11 Hammink, 13 R. Schaftenaar, 14 Edwards, 30 O. Schaftenaar, 32 Haarms, 33 Kok, 90 Kloof, All. Maurizio Buscaglia                |
| 23.                           | Ungheria             | Ungheria1 Hopkins, 5 Allen, 6 Keller, 8 Hanga, 9 Vojvoda, 11 Benke, 12 Somogyi, 14 Golomán, 15 Ferencz, 16 Perl, 22 Eilingsfeld, 25 Váradi, All. Stojan Ivković                                                      |
| 24.                           | Gran Bretagna        | Gran Bretagna0 Olaseni, 3 Mockford, 6 Nelson, 10 Clark, 13 Bigby-Williams, 22 Hesson, 23 Lautier-Ogunleye, 24 Wheatle, 32 Whelan, 33 Anderson, 77 van Oostrum, 00 Soko, All. Nate Reinking                           |

## Statistiche

### Individuali
Punti
| Pos. | Nome                  | PPG  |
| ---- | --------------------- | ---- |
| 1    | Giannīs Antetokounmpo | 29.3 |
| 2    | Lauri Markkanen       | 27.9 |
| 3    | Aleksandăr Vezenkov   | 26.8 |
| 4    | Luka Dončić           | 26.0 |
| 5    | Dennis Schröder       | 22.1 |

Rimbalzi
| Pos. | Nome                   | RPG  |
| ---- | ---------------------- | ---- |
| 1    | Aleksandăr Vezenkov    | 12.2 |
| 2    | Sandro Mamuk'elashvili | 11.0 |
| 3    | Jonas Valančiūnas      | 10.5 |
| 4    | Nikola Jokić           | 10.0 |
| 5    | Rudy Gobert            | 9.8  |

Assist
| Pos. | Nome            | APG |
| ---- | --------------- | --- |
| 1    | Dee Bost        | 8.4 |
| 2    | Lorenzo Brown   | 7.6 |
| 3    | Vasilije Micić  | 7.5 |
| 4    | Kendrick Perry  | 7.2 |
| 5    | Dennis Schröder | 7.1 |

Palle rubate
| Pos. | Nome                  | SPG |
| ---- | --------------------- | --- |
| 1    | Svjatoslav Mychajljuk | 2.2 |
| 1    | Kendrick Perry        | 2.2 |
| 3    | Luka Dončić           | 2.0 |
| 4    | Nikola Jokić          | 1.8 |
| 5    | Worthy de Jong        | 1.8 |
| 5    | Tomer Ginat           | 1.8 |

Stoppate
| Pos. | Nome              | BPG |
| ---- | ----------------- | --- |
| 1    | Jusuf Nurkić      | 2.0 |
| 2    | Giorgi Shermadini | 1.4 |
| 3    | Ivica Zubac       | 1.3 |
| 4    | Rudy Gobert       | 1.2 |
| 5    | Deni Avdija       | 1.2 |
| 5    | Gabriel Olaseni   | 1.2 |

### Squadra
Punti
| Pos. | Squadra  | PPG  |
| ---- | -------- | ---- |
| 1    | Grecia   | 92.3 |
| 2    | Germania | 92.0 |
| 2    | Serbia   | 92.0 |
| 4    | Slovenia | 91.3 |
| 5    | Spagna   | 90.8 |

Rimbalzi
| Pos. | Squadra  | RPG  |
| ---- | -------- | ---- |
| 1    | Lituania | 42.0 |
| 2    | Croazia  | 41.0 |
| 3    | Georgia  | 40.6 |
| 4    | Slovenia | 39.6 |
| 5    | Ucraina  | 37.5 |

Assist
| Pos. | Squadra   | APG  |
| ---- | --------- | ---- |
| 1    | Rep. Ceca | 25.2 |
| 2    | Serbia    | 22.7 |
| 3    | Finlandia | 22.4 |
| 4    | Israele   | 22.2 |
| 5    | Italia    | 21.9 |

Palle rubate
| Pos. | Squadra  | SPG |
| ---- | -------- | --- |
| 1    | Grecia   | 9.1 |
| 1    | Italia   | 9.1 |
| 3    | Serbia   | 8.7 |
| 4    | Spagna   | 8.1 |
| 5    | Slovenia | 7.6 |

Stoppate
| Pos. | Squadra              | BPG |
| ---- | -------------------- | --- |
| 1    | Bosnia ed Erzegovina | 4.4 |
| 2    | Grecia               | 4.3 |
| 3    | Georgia              | 3.8 |
| 4    | Ucraina              | 3.7 |
| 5    | Francia              | 3.0 |
| 5    | Paesi Bassi          | 3.0 |
| 5    | Ungheria             | 3.0 |

## Premi individuali

### MVP del torneo
- Guillermo Hernangómez

### Miglior quintetto del torneo
- Playmaker:  Dennis Schröder
- Guardia tiratrice:  Lorenzo Brown
- Ala piccola:  Giannīs Antetokounmpo
- Ala grande:  Guillermo Hernangómez
- Centro:  Rudy Gobert